# فرودگاه ماتاک
فرودگاه ماتاک (به انگلیسی: Matak Airport) (به زبان بومی: Bandar Udara Matak) یک فرودگاه غیرنظامی با کد یاتا MWK است که یک باند فرود آسفالت دارد و طول باند آن ۱۱۹۰ متر است. این فرودگاه در کشور اندونزی قرار دارد و در ارتفاع ۳ متری از سطح دریا واقع شده‌است.

## شرکت‌های هواپیمایی و مقصدهای پروازی
| شرکت‌های هواپیمایی | مقصدهای پروازی           |
| ----------------- | ------------------------ |
| پلیتا ایر سرویس   | چارتر: حلیم پرداناکوسوما |
| TransNusa         | چارتر: حلیم پرداناکوسوما |
| اکسپرس‌ایر         | راجا هاجی فی‌سبیل‌الله     |